# Xian de Langao
Le xian de Langao (岚皋县 ; pinyin : Lángāo Xiàn) est un district administratif de la province du Shaanxi en Chine. Il est placé sous la juridiction de la ville-préfecture d'Ankang.

## Démographie
La population du district était de 170 063 habitants en 1999.